# Dérbi de Coimbra
Académica de Coimbra versus União de Coimbra é normalmente chamado de Dérbi de Coimbra. A rivalidade entre os dois maiores clubes da cidade de Coimbra é quente entre academistas e unionistas, apesar de não disputarem uma partida há muitos anos. Atualmente a Académica disputa a Liga 3 e o União disputa o Campeonato de Portugal.[carece de fontes?]
Ambos os clubes já estiveram na principal divisão nacional de futebol, a Académica conta com 64 participações enquanto o União apenas uma. A realidade é que esta rivalidade é mais cultural do que futebolística, contando-se apenas 11 jogos oficiais entre os dois conjuntos, que fruto de um maior sucesso desportivo da Académica no panorama nacional participando maioritariamente na Primeira Divisão enquanto o União disputava a Segunda e Terceira Divisões.
A partir da temporada 2021/22, União e Académica vão reeditar dérbi da cidade de Coimbra em troféu anual. Taça criada por empresa que patrocina os dois emblemas vai disputar-se no início de cada temporada.
A mais recente partida disputada entre os dois emblemas foi a 9 de setembro de 2023. O sorteio da Taça de Portugal ditou o fim do jejum de 39 anos, que desde 1984 não se realizara nenhum jogo oficial de equipas séniores entre Académica e União. Foram 10 800 os adeptos de ambos os emblemas que assistiram no Estádio Cidade de Coimbra à vitória por 3-0, já no prolongamento, por parte da Académica.

## Histórico de Confrontos
Para todas as competições oficiais realizaram-se 11 jogos entre as duas equipas:
- 7 vitórias da Académica OAF, 2 empates e 2 triunfos do União 1919.